# 주경업
주경업(朱敬業, 1968년 9월 2일 ~ )은 전 KBO 리그 야구 선수의 외야수이다.

## 출신학교
- 상인천중학교
- 인천고등학교
- 고려대학교 (1987학번)